# Asedio de Numancia
El asedio de Numancia fue la acción final de la guerra numantina entre las fuerzas de la República romana y las de la población de Hispania Citerior. La guerra numantina fue la tercera de las guerras celtíberas y estalló en el 143 a. C. Una década después, en 133 a. C., el general romano y héroe de la tercera guerra púnica, Escipión Emiliano, subyugó a Numancia, la principal ciudad celtíbera. Y que acabó con un Suicidio Colectivo por parte de los milicianos que defendían la ciudad y la destrucción de esta misma.

## Preparación romana
A finales del año 135 a. C., el Senado romano volvió a nombrar como cónsul a Escipión Emiliano por demanda popular y lo envió a Hispania para terminar lo que los generales menores no habían podido completar. Escipión Emiliano encontró la moral baja entre las tropas estacionadas en Iberia y tomó una serie de medidas como la expulsión de prostitutas o reducción de bagaje y comida, que fomentó la disciplina de sus hombres. La posibilidad de saqueo era baja, había pocos incentivos para alistarse. Sin embargo, Escipión Emiliano levantó un ejército de 20.000 legionarios con 40.000 tropas aliadas y mercenarias, especialmente la caballería numidiana dirigida por Jugurta. Las tropas fueron entrenadas duramente por marchas constantes y hubo varias escaramuzas exitosas antes de que Escipión Emiliano comenzara a rodear la ciudad de Numancia. Planeaba cortar sus vías de comunicación y que la población muera de hambre.

## El asedio funciona
El ejército de Escipión Emiliano construyó dos campamentos separados por un muro alrededor de la ciudad (Circumvallatio). Represó el pantano cercano para crear un lago entre los muros de la ciudad y el suyo. A diez pies del suelo, sus arqueros podían disparar a Numancia desde siete torres intercaladas a lo largo del muro. También construyó un vallado exterior para proteger sus campamentos (al final cinco en total) de cualquier fuerza de socorro (Contravallatio).
Escipión Emiliano también diseñó el aislamiento de la ciudad del Duero. Levantó el río en los puntos por donde entraba y salía de la ciudad y colgó una cadena, con cuchillas, para evitar que tanto los barcos como los nadadores salieran o entraran a la ciudad.

## Contraataque
Los numantinos realizaron un intento fallido antes de que su mayor guerrero, Retógenes, condujera con éxito una pequeña banda de hombres río abajo más allá del bloqueo. Dirigiéndose primero donde los arévacos, sus súplicas fueron ignoradas. Luego fue a Lutia, donde fue recibido positivamente por los jóvenes, pero los ancianos de la tribu advirtieron a Escipión Emiliano, quien marchó desde Numancia y arrestó a los 400 jóvenes luteanos y les cortó las manos. Después del regreso de Escipión, Avarus, el líder numantino, comenzó las negociaciones.

## Rendición

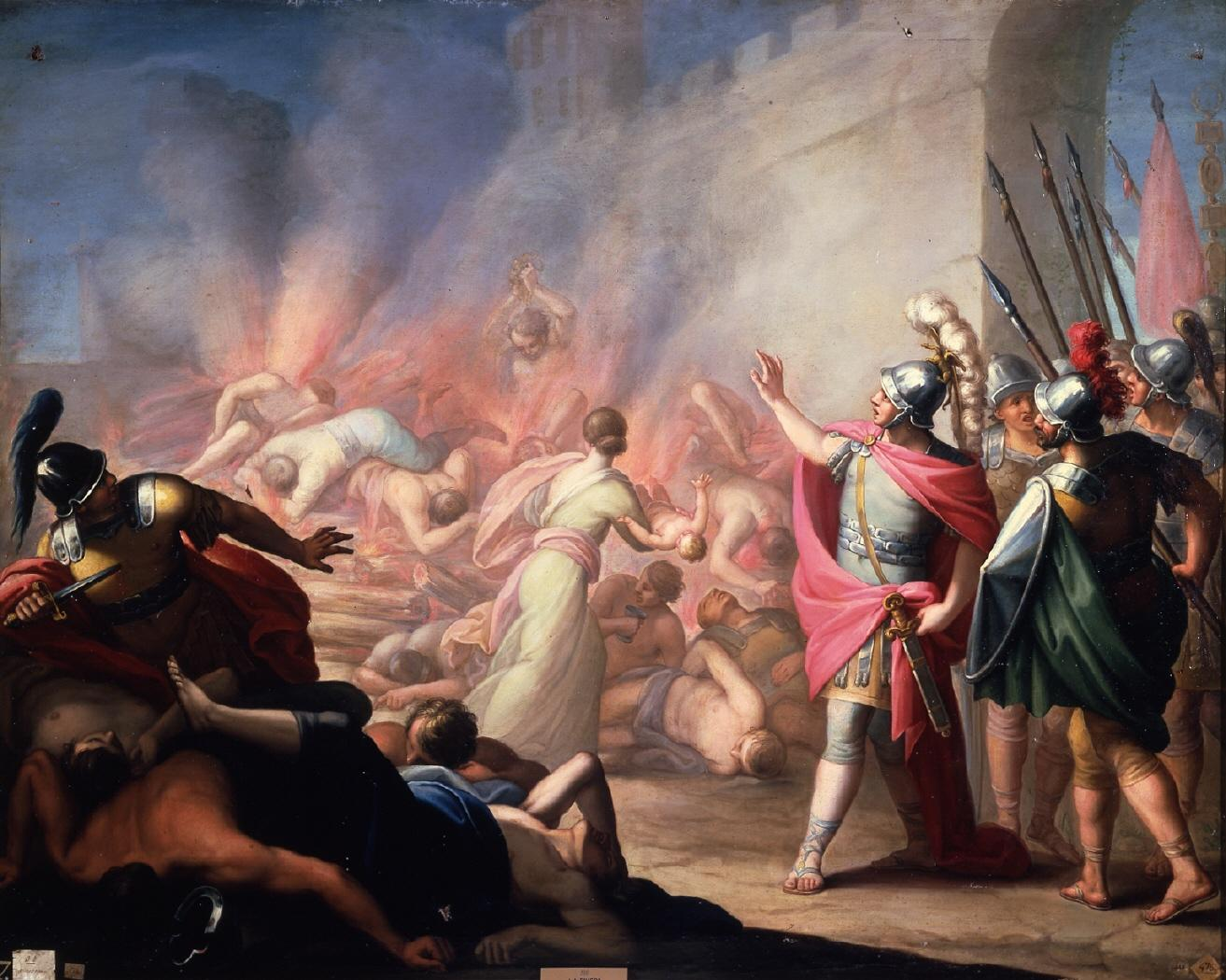
La Destrucción de Numancia (1802), por Juan Antonio Ribera (conservado en la Real Academia de Bellas Artes de San Fernando).

Los primeros embajadores enviados por Numancia pidieron su libertad a cambio de una rendición completa, pero Escipión se negó. Fueron asesinados a su regreso por la población incrédula, que creía que habían llegado a un acuerdo con los romanos. La ciudad se negó a rendirse y el hambre comenzó. El canibalismo se produjo y, finalmente, algunos comenzaron a suicidarse con toda su familia. La población remanente finalmente se rindió solo después de incendiar su ciudad. Escipión entonces la tomó y arrasó sus ruinas. Esto ocurrió en el verano tardío de 133 a. C.

## Legado
El asedio de Numancia fue registrado por varios historiadores romanos que admiraban la sensación de libertad de los antiguos íberos y reconocían sus habilidades de lucha contra las legiones romanas. Miguel de Cervantes (autor de Don Quijote) escribió una obra sobre el evento, El cerco de Numancia, su obra dramática más conocida. Algunos batallones recibieron su nombre en inspiración de la ciudad como el batallón Numancia. En 2014, la banda maña, Salduie (banda), dedicó una canción a este hecho histórico en su disco: Imbolc.  En 2017, las autoridades españolas organizaron una conmemoración del 2150 aniversario del asedio.